# Io, soltanto io/Io di più
Io, soltanto io/Io di più è un singolo discografico di Lino Toffolo, pubblicato nel 1980.

## Descrizione
Io, soltanto io era la sigla del programma televisivo Domenica in dell'edizione 1980, scritta da Bruno Broccoli, Giorgio Calabrese e Pippo Baudo su musica di Pippo Caruso. Sul lato b è incisa Io di più, prima sigla della serie televisiva a disegni animati C'era una volta l'uomo, scritta da Giorgio Calabrese su musica di Pippo Baudo e Pippo Caruso. Entrambi i brani sono stati inclusi nella compilation Il fantastico mondo dei cartoni animati.

## Tracce
Lato A
1. Io, soltanto io – 2:34 (Bruno Broccoli-Giorgio Calabrese-Pippo Baudo-Pippo Caruso)

Lato B
1. Io di più – 2:40 (Giorgio Calabrese-Pippo Baudo-Pippo Caruso)